# Fascisme et grand capital
Fascisme et grand capital (em português:  Fascismo e grande capital) é um livro de 1936 escrito pelo historiador e anarquista francês Daniel Guérin no qual ele aborda a evolução do complexo militar-industrial no fascismo. O livro, que foi escrito antes da Segunda Guerra Mundial eclodir, examina o desenvolvimento do fascismo em Alemanha e Itália e suas relações com as famílias e círculos capitalistas desses países.
Sua tese central é que os Estados fascistas favoreceram diretamente o setor da indústria pesada, em grande parte dedicada à construção de infraestrutura e armamento, que requer maiores níveis de investimento, em detrimento do setor da indústria leve dedicado à produção de bens de consumo. Segundo Guérin, os males do corporativismo foram responsáveis pelo desmantelamento de sindicatos e pela impossibilidade do direito de escolha de representantes pelos trabalhadores; essa seria a mudança fundamental para o eclodir dos Estados fascistas.